# بلبل پشت‌مویی
بلبل پشت‌مویی یک گونه پرنده آوازخوان از خانواده بلبلان است. این تنها گونه موجود در سرده تک‌ریختی Tricholestes  است. در شبه جزیره مالایی، سوماترا و بورنئو یافت می‌شود. زیستگاه طبیعی آن جنگل‌های دشت مرطوب نیمه‌گرمسیری یا گرمسیری است.

## آرایه‌شناسی ورده‌بندی
بلبل پشت‌مویی در اصل در سردهٔ Brachypodius (مترادف Pycnonotus) توصیف شد. از طرف دیگر، برخی از مقامات، بلبل پشت‌مویی را در سرده‌های بوبرهای موبلند (مترادف Criniger) و Hypsipetes رده‌بندی کرده‌اند.

### زیرگونه‌ها
در حال حاضر سه زیرگونه شناخته شده‌است:
- T. c. criniger- (Blyth، 1845): یافت شده در شبه جزیره مالایی و شرق سوماترا
- T. c. sericeus - (Blyth، 1865): در ابتدا به عنوان یک گونه جداگانه در سردهٔ Criniger توصیف شد. در غرب سوماترا یافت شد.
- T. c. viridis - (Bonaparte، 1854): در ابتدا به عنوان یک گونه جداگانه در سردهٔ Trichophoropsis (مترادف Setornis) توصیف شد، در بورنئو پیدا شد.